# Jan Akkerman
Jan Akkerman (Amszterdam, 1946. december 24. –) holland gitárművész.

## Pályafutása
Apja is gitározott. Ötévesen ismerkedett meg a hangszerrel, amellett harmonikázni és szaxofonozni is tanult, továbbá komolyzenére is oktatták.
Tinédzserként rock and roll együttesekbe került. Tizennégy éves volt, amikor megjelent az első kislemeze. 1968-ban bemutatkozott első szólóalbumával (Talent for Sale), amelyen saját szerzeményei mellett rhythm and blues sztenderdek szerepelnek.
1971-től a Focus együttessel vált világszerte ismertté. A Melody Maker olvasói 1973-ban a világ legjobb gitárosának választották.
Zenei világa a középkori lantzenétől a dzsesszen át a bluesig, rockig terjed. Utánozhatatlanul játszik akusztikus gitáron is.

## Diszkográfia
- Talent for Sale (LP, 1968)
- Profile (LP, 1972)
- Tabernakel (LP, 1973)
- Jan Akkerman (LP, 1977)
- Live (Live, 1978)
- 3 (LP, 1979)
- A Phenomenon (Összeállítás, 1979)
- The Best of Jan Akkerman and Friends (Összeállítás, 1980)
- Oil in the Family (LP, 1981)
- It Could Happen to You (LP, 1982)
- Pleasure Point (LP, 1982)
- Can't Stand Noise (LP, 1983)
- From the Basement (LP, 1984)
- The Complete Guitarist (Összeállítás, 1986)
- Heartware (LP, 1987)
- A Talent's Profile (Összeállítás, 1988)
- The Noise of Art (LP, 1990)
- Puccini's Cafe (CD, 1993)
- Blues Hearts (CD, 1994)
- Focus in Time (CD, 1996)
- 10.000 Clowns on a Rainy Day (Live, 1997)
- Live at the Priory (Live, 1998)
- Live at Alexanders (Live, 1999)
- Passion (CD, 1999)
- C.U. (CD, 2003)
- Live in Concert 2007 (Live, 2007)
- Live in Concert, The Hague 2007 (Live, 2008)
- Minor Details (CD, 2011)
- North Sea Jazz (CD, 2013)